# 59. Infanterie-Division (Wehrmacht)
Die 59. Infanterie-Division war eine deutsche Infanteriedivision im Zweiten Weltkrieg. 

## Geschichte

### Aufstellung
Die Division wurde am 26. Juni 1944 auf dem Truppenübungsplatz Groß Born in Pommern u. a. aus dem Stab der ehemaligen Infanterie-Division Mielau aufgestellt.

### Verlegung nach Nordfrankreich
Am  19. August 1944 in den Raum Dünkirchen in Frankreich verlegt, um an der Abwehr des britischen Vorstoß aus dem alliierten Landungsraum mitzuwirken. 

### Ruhrkessel
Es folgten schwere Rückzugsgefechte bis ins Ruhrgebiet. 

### Kapitulation
Die Reste der Division gingen im April 1945 im Raum Wermelskirchen-Burg in westalliierte Kriegsgefangenschaft.